# Colosseum Theater (Rotterdam)

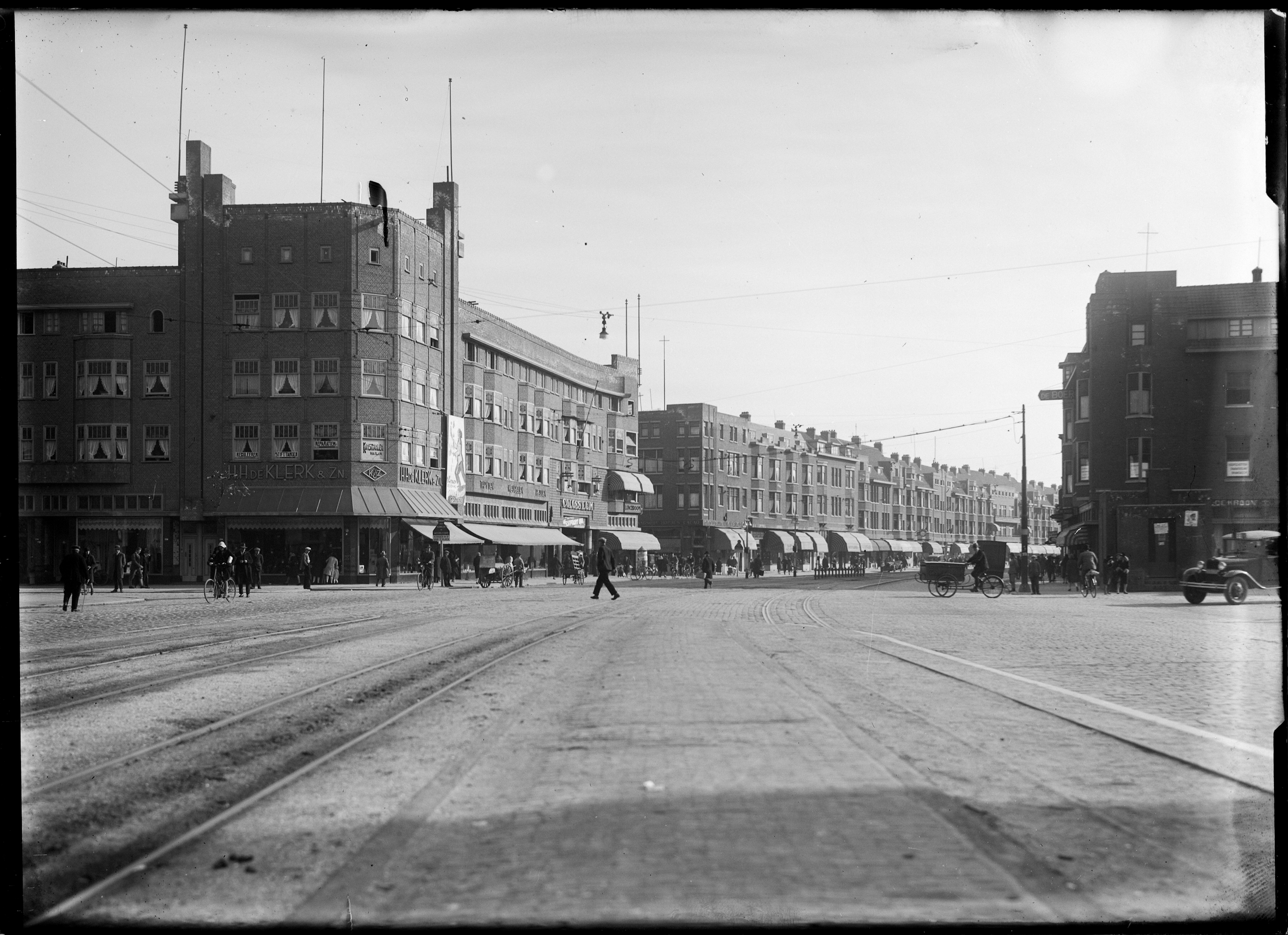
Het theater Colosseum in 1931 aan de Beijerlandselaan

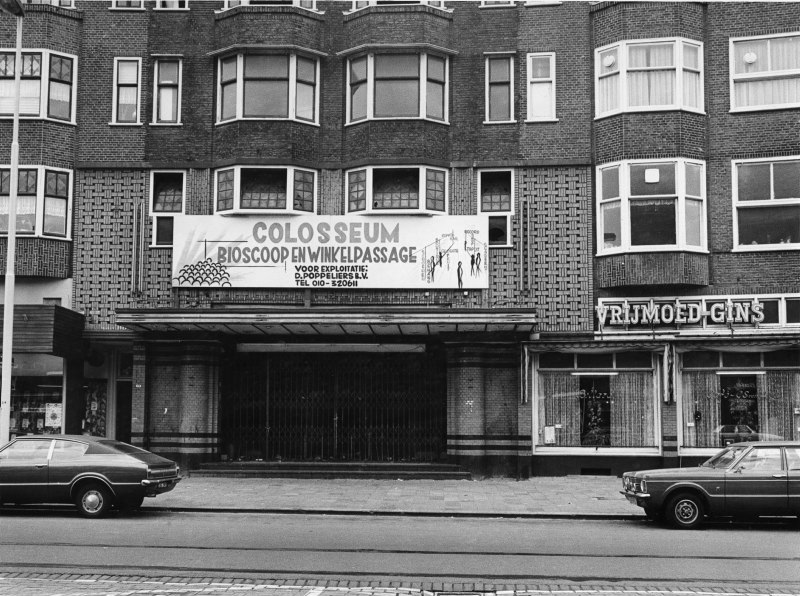
Bioscoop "Colosseum" in 1977 op nr. 78 aan de Beijerlandselaan.

Het Colosseum Theater was een bioscoop in Rotterdam.

## Geschiedenis
Toen het Colosseum Theater in 1929 opende, was dit de enige bioscoop in Rotterdam-Zuid. Enkele jaren eerder was er nog een kleine bioscoop in het feestgebouw "Feijenoord" aan de Oranjeboomstraat geweest. Het Colosseum Theater werd gebouwd op initiatief van Carel van Zwanenburg (1875-1930) die eerder pianist en orkestleider in de Tivoli Bioscope was geweest. In 1917 exploiteerde hij het Luxor theater aan de Kruiskade totdat dat aan de UFA werd verkocht. Het nieuwe complex bevatte ook woningen en winkels en een forse theaterzaal met toneel en bioscoopvoorziening met in totaal 1034 zitplaatsen en daarmee een van de grote bioscoopzalen van de stad. Het theater had een eigen bioscooporkest, er werd variété opgevoerd en ook bij de filmvertoningen waren regelmatig live optredens.
Niet lang na de opening op 19 december 1929 overleed Van Zwanenburg en in 1933 werd de bioscoop overgenomen door C. van Willigen, die tot aan de sluiting in 1977 eigenaar zou blijven. Na de oorlog profiteerde Colosseum van het feit dat veel bioscopen in het centrum verwoest waren door het Duitse bombardement van 1940. Vanaf 1949 werd er samengewerkt met twee andere Rotterdamse bioscopen: vaak draaiden tegelijkertijd dezelfde films als in Victoria (Rotterdam-Noord) en Cineac in het centrum. Vermoedelijk kon men door samen te werken een betere deal sluiten met de distributeur.
Na de bloeitijd in de jaren '40 en '50 liep de belangstelling terug door de komst van de televisie. De programmering ging zich steeds meer richten op goedkope seks- en actiefilms. In 1967 werd de exploitatie van het theater voor tien jaar overgenomen door het Cineac-concern. Daarna viel het doek voorgoed. De laatste film die in 1977 werd vertoond, heette Op de Chinese vuist. Ondanks verzet vanuit de buurt werd de bioscoop in 1979 gesloopt.